# ノックアウト (企業)
株式会社ノックアウト（英: KNOCKOUT,INC.）は、東京都渋谷区に所在する日本の芸能事務所。日本芸能マネージメント事業者協会会員。

## 沿革
2004年5月19日設立。所属者は劇団東京乾電池の在籍者や出身者が中心である。劇団の公演以外の外部の出演のマネジメントを手掛けている。2007年4月以降は舞台制作にも着手している。映画やテレビドラマなども制作しているほか、同年から劇団東京乾電池と提携して開設した俳優研究所（※旧「下北沢アクターズ・ラボ」。現在は「アクターズ・ラボ」）では、演技指導や各種ワークショップを通して新人育成を行っており、優秀者にはノックアウトの所属タレントや「劇団ノックステージ」の劇団員に採用される機会が与えられる。

## 所属タレント
☆は劇団東京乾電池在籍者、◎は劇団東京乾電池出身者、
〇は劇団ノックステージ在籍者

### 男性
| - あさひ7オユキ - 綾田俊樹 ☆ - 有山尚宏 ☆ - 諫早幸作 ☆ - 柄本明 ☆ - 柄本時生 - 岡部尚 ☆ - 岡森建太 ☆ - 鹿野祥平 ☆ - 草野イニ - 斎藤歩 - 斉藤陽一郎 - 品川徹 - 貴山侑哉 - 谷川昭一朗 ☆ - 戸辺俊介 ☆ - 西本竜樹 ☆ - ベンガル ☆ - 画大 - 山地健仁 ☆ - 飯塚三之介 ☆ - 井下宜久 ☆ - 伊東潤 ☆ - 川崎勇人 ☆ - 重田未来人 ☆ - 柴田鷹雄 ☆ - 嶋田健太 ☆ | - 杉山恵一 ☆ - 鈴木一希 ☆ - 血野滉修 ☆ - 土居正明 ☆ - 前田亮輔 ☆ - 矢戸一平 ☆ - 吉橋航也 ☆ - 岡幸太 〇 - 下牧勇人 〇 |

### 女性
| - 麻生絵里子 ☆ - 内田春菊 - 江口のりこ ☆ - 佐々木春香 ☆ - 瀬戸カトリーヌ - 桜一花 - 佐藤江梨子 - 太田順子 ☆ - 小林ひな実 - 纐纈羅紗 - 北澤響 〇 - 宮地尚子 〇 - 荻野栞 〇 - 高尾祥子 ☆ - 田辺愛美 - ともさと衣 ☆ - 中村真綾 ☆ | - 西村喜代子 ☆ - 広岡由里子 ◎ - 深谷美歩 - 松金よね子 ◎ - 美保純 - 宮田早苗 ☆ - 山田キヌヲ - 吉本菜穂子 - 池田智美 ☆ - 上原奈美 ☆ - 宇都宮五月 ☆ - 沖中千英乃 ☆ - 河野柑奈 ☆ - 作間ゆい ☆ - 重村真智子 ☆ - 鈴木千秋 ☆ - 鈴木寛奈☆ - 鈴木美紀 ☆ - 高田ワタリ ☆ - 中井優衣 ☆ - 中村はるな ☆ - 林摩耶 ☆ - はにべあゆみ ☆ - 松沢真祐美 ☆ - 松元夢子☆ - 八木下萌 ☆ - 安井紀子 ☆ - 山口智子 ☆ - 吉川靖子 ☆ - 北村優衣 |

### 文化人・文芸部
- 浅野晋康
- 加藤一浩 ☆
- 高橋徹郎
- 山村隆彦
- 町田一則

### 提携アーティスト
- 岡本修

## 過去の所属者
- 角替和枝 ☆（死去）
- 岩崎良美
- 紅甘